# AV-8B獵鷹II式攻擊機
AV-8B“獵鷹II式”（英語：AV-8B Harrier II）是美國麦克唐纳·道格拉斯公司生產的鹞式攻击机第二代，为美國海軍陸戰隊的現役攻擊機，能夠短距/垂直起降（S/VTOL）。
AV-8系列並非美國自行研發的機種，其原始設計來自英國航太的霍克·西德利獵鷹式攻擊機，由其授权在美國生產，編號為AV-8A，用作近距空中支援和偵察。
AV-8A的性能在載彈量等方面不能滿足美國海軍陸戰隊的需要，因此負責生產的麥道公司將6架AV-8A改进為AV-8B。主要改動包括水滴形艙蓋、新型電子系統及掛架增至七个，可掛載AIM-9響尾蛇飛彈、AGM-65小牛反坦克導彈等武器。美国向英国共享了相关技術，以帮助制造英军的獵鷹II式。AV-8B的初始造價為2370萬美元。

## 歷史
AV-8B於1983年開始服役。AV-8B製造工作的60％由麥克唐納·道格拉斯公司承擔，其餘40％由英國航宇公司承擔。對於西班牙、意大利等其他國家的訂單而言，麥克唐納·道格拉斯公司將負責飛機生產工作量的75％，英國航宇公司負責25％，各自負責機身內的系統安裝。
AV-8B首次參戰為美國的沙漠風暴行動，包括了VMA-311、VMA-513、VMA-231、VMA-223、VMA-331和VMA-542六個中隊，總數為86架。VMA-311、VMA-513、VMA-231、VMA-542中隊部署在距離科威特邊境183公里的沙特阿拉伯阿卜杜勒阿齊茲國王空軍基地，而VMA-223和VMA-331中隊則分別部署於塔拉瓦號（LHA-1）和拿騷號（LHA-4）兩棲突擊艦上。在整場海灣戰爭中，AV-8B共出動了3,342架次，飛行小時為4317小時，且投放了2700噸以上的彈藥。在該戰爭中，VMA-542中隊損失2架AV-8B，而VMA-311、VMA-231、VMA-331中隊各損失1架，共5架被擊落，損失的AV-8B全都是被地面防空火力擊落的。
AV-8B在減重上下了很大的工夫，主要是主翼採用複合材料，據估計，以複合材料製造的主翼要比金屬做的同樣主翼輕了150公斤。AV-8B的機身前段也使用了大量的複合材料，估計減掉了大約68公斤的重量。其他採用複合材料的部分包括升力提升裝置、水平尾翼、尾舵，只有垂直尾翼、主翼與水平尾翼的前緣及翼端、機身中段及後段等處使用金屬質材。機身中後段使用金屬製造，乃是為了抗熱。
AV-8B的超臨界主翼比AV-8A的主翼厚，同時翼展增加20%，後掠角減少10%，面積增加14.5%，每邊也各增加一個掛架，導致AV-8B的飛行速度遜於AV-8A，但是在升力上的表現卻比AV-8A優異。主翼加厚的好處之一是可以增加燃油的內容量，可延長飛行時間30分鐘。AV-8B除了主翼內部，也在機身前段與中段的兩側、機身後段的上半部設有油箱，總燃油內容量為4,319公升，另外，機翼內側和中間的掛架都可以掛載副油箱，不過AV-8B加掛副油箱的情況並不多見。

## 型号

### YAV-8B
1978年由现有AV-8A机身改装而成的两架原型机（BuNo 158394和158395）。

### AV-8B

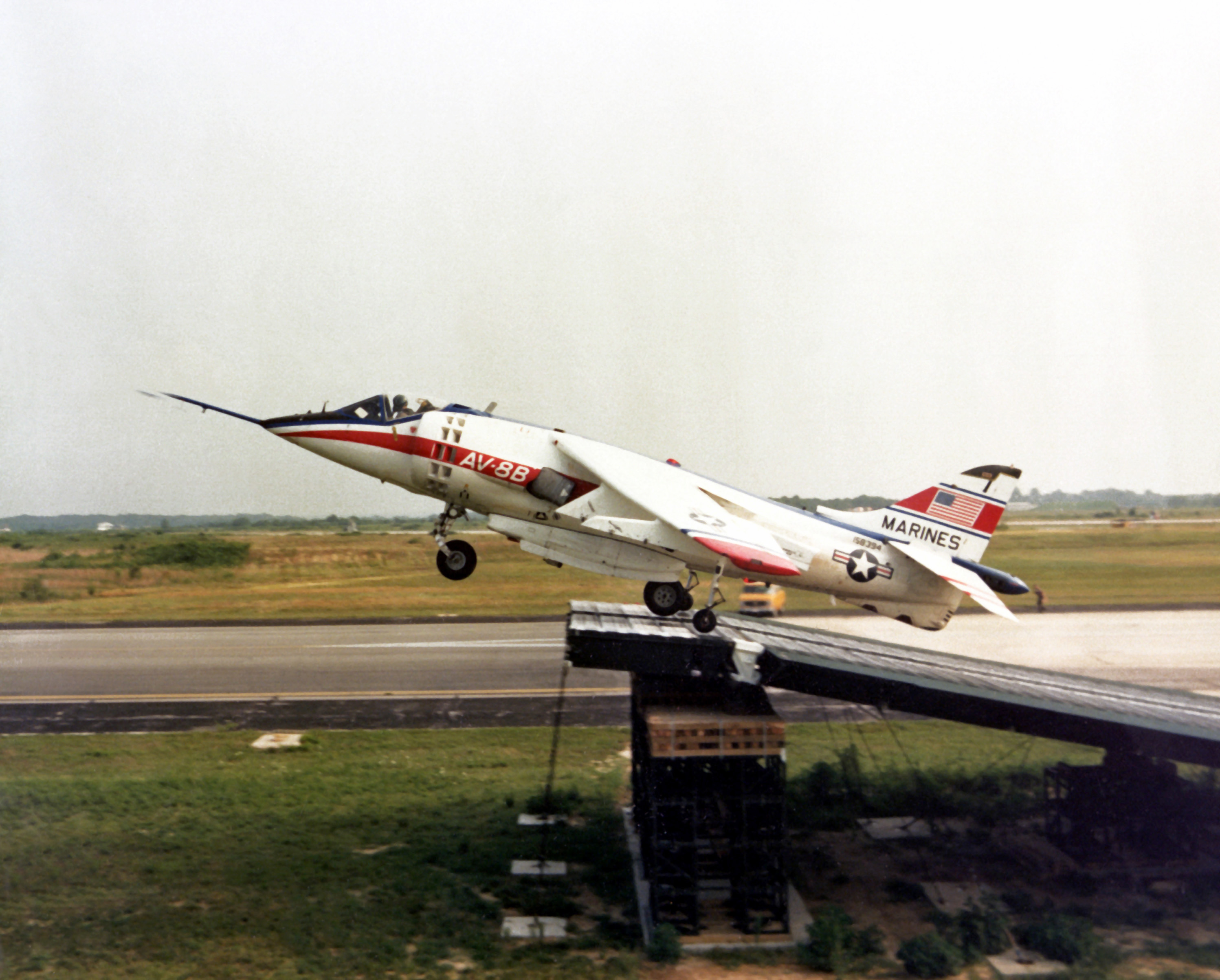
AV-8B原型機於1979

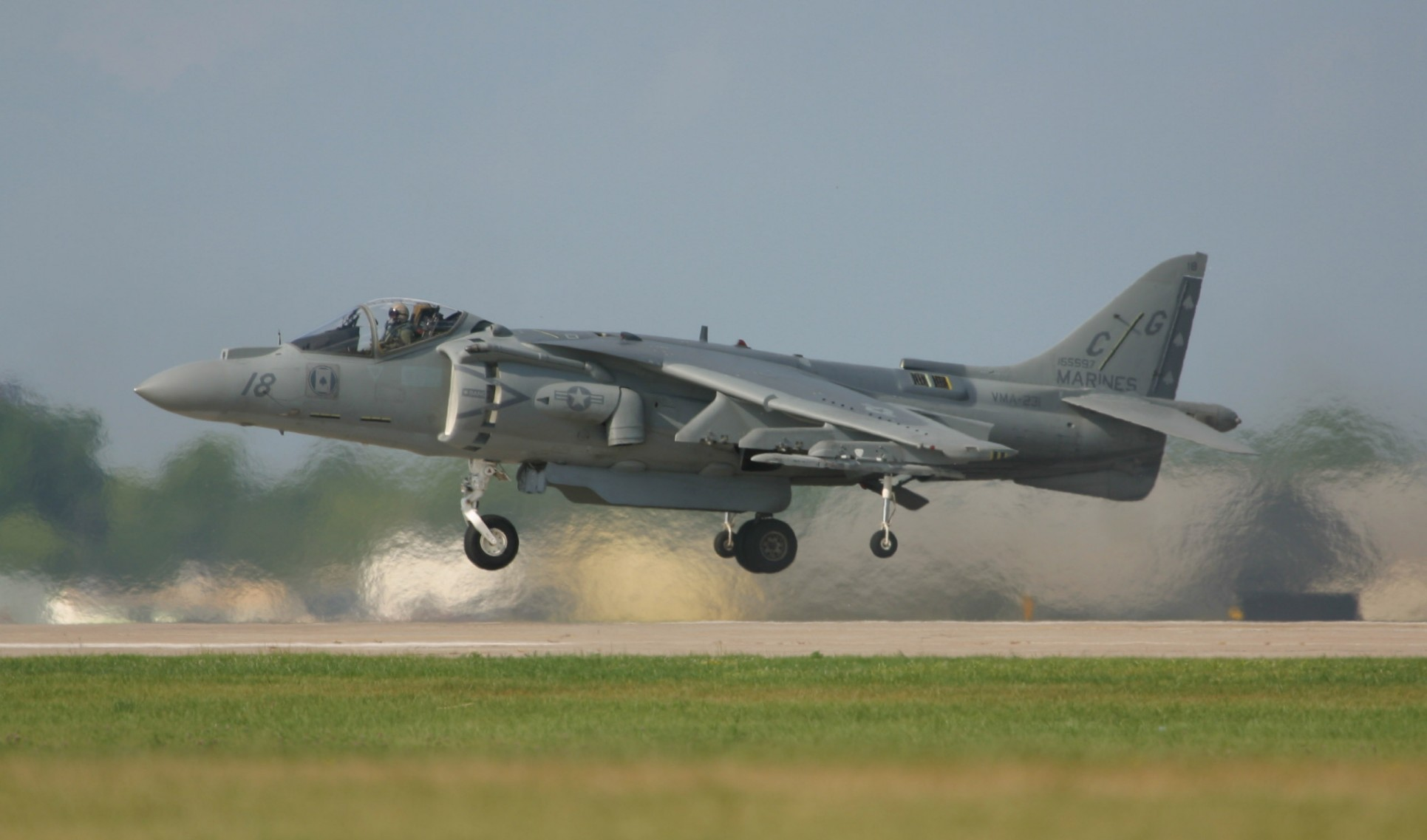
AV-8B

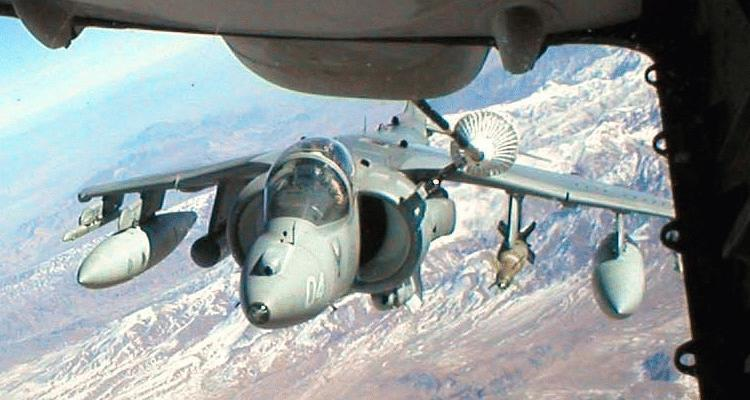
AV-8B有空中加油能力

“日间攻击”的标准型。

### AV-8B 夜间攻击
带有前视红外系统的改进型、具有夜视仪兼容性的升级驾驶舱。

### AV-8B+
在夜间攻击型的基础上，增加了F/A-18的AN/APG-65雷達和独立的瞄准吊舱,具备发射AIM-120先进中程空对空导弹进行超视距空战能力。

### TAV-8B
TAV-8B是美國海軍陸戰隊的雙座教练机，用於作戰訓練。

### EAV-8B
AV-8B西班牙海军型号。

### EAV-8B Plus
AV-8B+西班牙海军型号。

## 使用國家
義大利
- 意大利海軍（以加富爾級[6]為基地）

 西班牙
- 西班牙海軍（以胡安·卡洛斯一世級為基地）

 英国（已除役）
- 英國皇家空軍
  - 第一中隊
  - 第IV中隊
  - 第20中隊
  - RAF SAOEU
- 英國皇家海軍艦隊航空隊
  - 800海軍航空中隊
  - 801海軍航空中隊

 美国

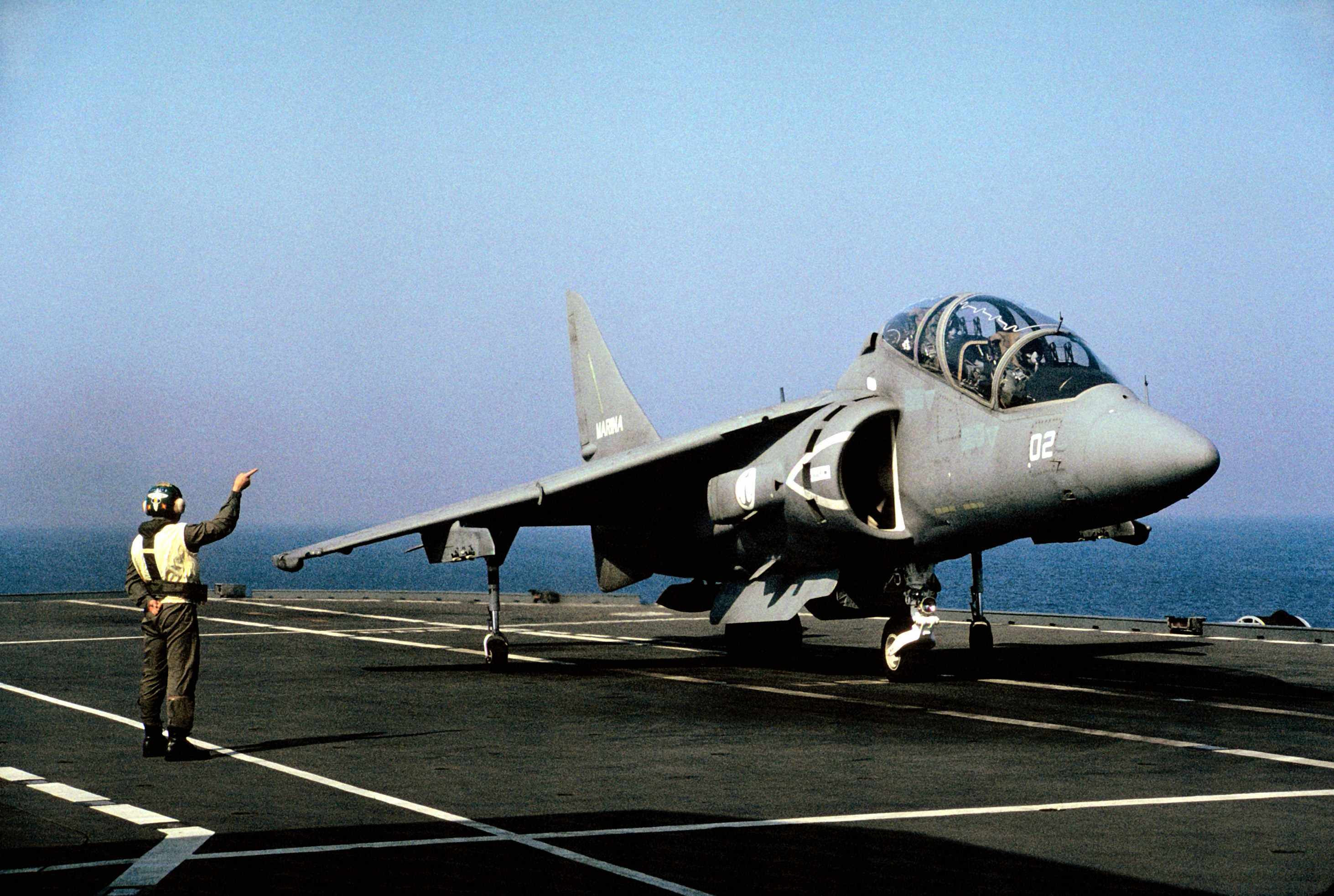
一架意大利的TAV-8B海鷂II攻擊機降落在加里波底號航空母艦。

- 美國海軍陸戰隊：大部分均陆续退役， 由F-35B战斗机取代
  - 海军陆战队第211战斗攻击机中队(VMA-211) (1990–2016)[8]
  - 海军陆战队第214战斗攻击机中队(VMA-214) (1989–2022)[9][10]
  - 海军陆战队第223战斗攻击机中队(VMA-223) (1987–至今)[11]
  - 海军陆战队第231战斗攻击机中队(VMA-231) (1985–2025)[12][13]
  - 海军陆战队第311战斗攻击机中队(VMA-311) (1988–2020)[14]
  - 海军陆战队第331战斗攻击机中队(VMA-331) (1985–1992)[15]
  - 海军陆战队第513战斗攻击机中队(VMA-513) (1987–2013)[16]
  - 海军陆战队第542战斗攻击机中队(VMA-542) (1986–2023)[17]
  - 海军陆战队第203战斗攻击训练中队(VMA-203)（英语：VMAT-203） (1983–2021)[18]

- 美國海軍
  - 海军航空第9测试评估中队(VX-9)[19]
  - 海军航空第31测试评估中队(VX-31)[20]

## 潛在使用國家
印度尼西亞

## 規格
基本信息
- 机组：1名飛行員
- 翼型：超臨界機翼

性能
武器

- 機槍：1具GAU-12U 25毫米航炮（左側吊艙）、300發備彈（右側吊艙，美國海軍陸戰隊、西班牙軍隊和意大利軍隊配置）
- 外挂点：7 挂载能力13,200磅（STOVL）掛載包括
- 4具LAU 5003火箭發射夾艙（裝填19枚70毫米（2.75英寸）CRV7或APKWS II火箭彈）
- 各種標準炸彈：集束炸彈、凝固汽油彈、精靈炸彈、B83核彈
- 最多4枚AIM-9響尾蛇或AIM-132
- 裝備有雷達的AV-8B+可搭載最多4枚AIM-120 AMRAAM導彈
- 6枚AGM-65小牛飛彈
- 2枚AGM-122（英语：AGM-122 Sidearm）
- LITENING瞄準吊艙（英语：AN/AAQ-28 Litening），

## 流行文化
- 2001年終極動員令 紅色警戒2：尤里的復仇[22]
- 1994年，美國20世纪福克斯动作電影《真實的謊言》裡有AV-8B出場，軍方共派出了三架战机，主角哈利·塔斯克（阿諾·史瓦辛格饰）驾驶其中一架鹞式从迈阿密高楼里的恐怖分子手中救出了他的女儿，并击落了他们的直升机。
- 1996年，美國百事可樂的廣告中把AV-8B作為積分大獎的終極獎品，需要700萬積分兌換，而達到這麼高的積分需要購買約16,800,000瓶可樂贏得積分或花約700,000美元購買積分（因為活動規則允許達到15積分後購買積分）。最終一名大學生萊昂納德用15個積分和700008.50美元達成了這一要求，但是百事可樂拒絕兌現，於是萊昂納德聘請律師與百事可樂對簿公堂，百事可樂的辯護律師認為“沒有普通人會真的相信可以兌換一架戰鬥機”。最終法院判萊昂納德敗訴，而百事也退還了萊昂納德的錢，撤下了這個廣告。 （倫納德訴百事可樂公司案）[23]
- 2012年，漫威超級英雄電影《復仇者聯盟》中，失控的綠巨人浩克曾將航母中的一架AV-8B的機翼拆解來攻擊雷神索爾，而該片段當中所使用的道具機正是1994年上映的電影真實的謊言中由阿諾·史瓦辛格所駕駛的同一架道具機。
- 2023-2024年，Gaijin军事游戏《战争雷霆》推出了意大利海军和美国海军陆战队的AV-8B+，为VIII级攻击机。

## 外部連結
- AV-8B Plus product page（页面存档备份，存于） at Boeing.com
- AV-8B Harrier II fact sheet and AV-8B Harrier II history page at Navy.mil
- AV-8B Harrier page（页面存档备份，存于） at Globalsecurity.org
- McDonnell Douglas/British Aerospace AV-8B Harrier II Attack Fighter page（页面存档备份，存于） on Aerospaceweb.org
- RTP-TV AeroSpace Show: Video of Harrier Hovering（页面存档备份，存于）
- 3D view of Harrier AV-8B（页面存档备份，存于） at the National Museum of the Marines Corps site
- 1996 Pepsi Points（页面存档备份，存于）